# Gosseletina
Gosseletina is een geslacht van uitgestorven weekdieren uit de klasse van de Gastropoda (slakken). Exemplaren van dit geslacht zijn slechts als fossiel bekend.

## Soort
- Gosseletina callosa (de Koninck, 1843) †